# Prinsenlaan (sneltramhalte)
Prinsenlaan is een sneltramhalte van de Rotterdamse metro in de Rotterdamse deelgemeente Prins Alexander, tussen de wijken Het Lage Land en Oosterflank.
De halte wordt bediend door lijn A naar Binnenhof en Schiedam Centrum/Vlaardingen West en lijn B naar Nesselande en Hoek van Holland Strand (lijn A rijdt 's avonds niet verder dan Kralingse Zoom). Halte Prinsenlaan werd geopend op 28 mei 1983 met de ingebruikname van het eerste sneltramtracé vanaf Capelsebrug.
De halte ligt bij de kruising van de Prins Alexanderlaan en de Prinsenlaan. De beide perrons bevinden zich aan weerszijden van de kruising (bajonetligging).
In 2005 werd de halte gemoderniseerd en kreeg het de nieuwe huisstijl die op alle metrostations van de RET te zien is. De halte is niet voorzien van tourniquets.
Op 6 december 2013 vond op het station een beroving plaats. Een 29-jarige man werd met een samoeraizwaard aangevallen, waarna de daders zijn fiets en geld meegenomen hebben.
Binnenhof · Romeynshof · Graskruid · Alexander  · Oosterflank · Prinsenlaan · Schenkel · Capelsebrug · Kralingse Zoom · Voorschoterlaan · Gerdesiaweg · Oostplein · Blaak  · Beurs · Eendrachtsplein · Dijkzigt · Coolhaven · Delfshaven · Marconiplein · Schiedam Centrum  · Schiedam Nieuwland · Vlaardingen Oost · Vlaardingen Centrum · Vlaardingen West
Nesselande · De Tochten · Ambachtsland · Nieuw Verlaat · Hesseplaats · Graskruid · Alexander  · Oosterflank · Prinsenlaan · Schenkel · Capelsebrug · Kralingse Zoom · Voorschoterlaan · Gerdesiaweg · Oostplein · Blaak  · Beurs · Eendrachtsplein · Dijkzigt · Coolhaven · Delfshaven · Marconiplein · Schiedam Centrum  · Schiedam Nieuwland · Vlaardingen Oost · Vlaardingen Centrum · Vlaardingen West · Maassluis Centrum · Maassluis West · Steendijkpolder · Hoek van Holland Haven · Hoek van Holland Strand